# Hylocereus extensus
A Hylocereus extensus egy ritkán termesztett epifita kaktusz, melyet korábban a Selenicereus nemzetségbe soroltak.

## Elterjedése és élőhelye
Guyana, Francia Guyana, Suriname; 5–450 m tszf. magasságban.

## Jellemzői
Karcsú, 15 mm átmérőjű szárakkal rendelkező kúszónövény, a bordák szélesek, laposak, areoláis ritkásak, 2-4 1–2 mm hosszú sötétbarna tövist és sertéket hordoznak. Virágai nagyok, a pericarpium és a tölcsér zöld, a külső szirmok zöldessárgák, a belsők fehérek, termése nem ismert.

## Rokonsági viszonyai
Más, korábban szintén a Selenicereus nemzetségbe sorolt fajokkal együtt az újonnan felállított Salmdyckia subgenus tagja.